# Physalis turbinatoides
Physalis turbinatoides är en potatisväxtart som beskrevs av Umaldy Theodore Waterfall. Physalis turbinatoides ingår i släktet lyktörter, och familjen potatisväxter. Inga underarter finns listade i Catalogue of Life.